# (73807) 1995 SZ29
(73807) 1995 SZ29 – planetoida z pasa głównego asteroid okrążająca Słońce w ciągu 4,11 lat w średniej odległości 2,56 j.a. Odkryta 22 września 1995 roku.